# Пшеничне (Курманський район)
Пшени́чне (до 1945 року — Учевли-Орка, крим. Üçevli Orqa) — село Курманського району Автономної Республіки Крим.
Відстань від райцентру до населеного пункта становить 38 кілометрів по прямій.